# 夕映え天使 砂丘殺人事件の謎
『夕映え天使　砂丘殺人事件の謎』（ゆうばえてんし さきゅうさつじんじけんのなぞ）は高橋玄洋による日本の推理小説。1982年に光文社のカッパ・ノベルスより刊行され、同年にテレビドラマ化された。

## 書誌情報
- 高橋玄洋『夕映え天使　砂丘殺人事件の謎』光文社<カッパ・ノベルス>、1982年3月1日、ISBN 978-4-33402462-8
  - 「長編推理小説」という文字が書籍タイトルの前に記載されている[1]。

## テレビドラマ
『夕映え天使』（ゆうばえてんし）は1982年7月16日 - 9月24日にフジテレビジョン系列の金曜22時台の1時間枠『金曜劇場』で放送された。全11回。主演は松坂慶子。

### ストーリー
生まれも育ちも恵まれず、不倫に破れ、自分の人生にも疲れて絶望した27歳の初江は、静岡県御前崎の海辺で命を絶とうとする。その御前崎のホテルで、癌により余命わずかだと直感する矢代という男と出会い、話をするうちに惹かれ合う。
その海辺で女の死体が発見され、遺留品から矢代に容疑がかかる。事件を追う瀬村とその妻信子もある事情を抱えていた。

### キャスト
- 永井初江：松坂慶子
  - 出身は九州の炭鉱街。子供の頃に母親が蒸発、更に生活苦もあって、若くして人生の辛苦ばかりを味わい続けている。
- 矢代喬平：津川雅彦
  - 年齢は40代半ば。経済的な事情から娘の美紀と結婚。持っている夢とは違う道を歩んで来た自分の人生に疑問を抱く。癌に冒され、残りわずかと直感した人生を必死に生きようとしている。
- 瀬村久三：小野寺昭
  - 静岡県警捜査一課の刑事。海岸で起きた女の殺人事件でキャップを務めている。その事件の犯人は喬平と思い込んで執拗に追うようになる。妻・信子と幼稚園児の娘・光子の三人暮らし。
- 瀬村信子：中田喜子
  - 瀬村久三の妻。平凡でも幸せに暮らしていたが、ふとしたことで主婦売春組織に入り、夫・久三を窮地に追い込むようになる。
- 野上創：山本學
  - 野上病院の院長で喬平の主治医。喬平とは大学生時代からの付き合いで20年来の親友同士、その後も良き理解者同士。喬平には敢えて癌の宣告を避けている。
- 矢代の妻・美紀：夏桂子
- 矢代永徳：下元勉
- 矢代永好：尾美としのり
- 喬平の娘・久枝：高部知子
- 瀬村の娘・光子：中里真美
- 菅原啓策：三浦浩一
  - 初江の幼なじみで初恋の人。
- 大隅（刑事）：高品格
- 塚本（刑事）：成瀬正
- 磯崎（刑事）：渡辺裕之
- 戸田（刑事）：高村玄二
- 杉本（刑事）：南雲佑介

（出典：）

### スタッフ
- 原作 - 高橋玄洋
- プロデューサー - 中村敏夫
- 音楽 - 菅野光亮
- 主題歌 - ジャン・クロード・ボレリー 『街角のシレーヌ』
- 演出 - 河村雄太郎（第1話 - 5話、7話、10話、11話）、舛田明廣（第6話、8話、9話）

## 参考資料
- 『1980年代全ドラマクロニクル』学習研究社、2009年 ISBN 978-4-05-404122-6
- 京都新聞 1982年7月16日テレビ欄　本作の紹介記事
- テレビドラマデータベース

| フジテレビ系列 金曜劇場 | フジテレビ系列 金曜劇場 | フジテレビ系列 金曜劇場 |
| 前番組                  | 番組名                  | 次番組                  |
| ----------------------- | ----------------------- | ----------------------- |
| 女優シリーズ 妻たちは…  | 夕映え天使              | 君は海を見たか          |